# Співаковський Володимир Михайлович
Володи́мир Миха́йлович Співако́вський (16 липня 1952, Сочі, РРФСР, СРСР) — президент міжнародної корпорації «Edu Future 7W» і корпорації «Гранд», голова Всенародного конкурсу «Бренд року України», підприємець, письменник, науковець, засновник першої в Україні приватної школи — ліцею «Гранд», двічі рекордсмен Книги рекордів Гіннеса.

## Життєпис
Народився 16 липня 1952 року в Сочі.

### Освіта
- 1973 — закінчив Одеський політехнічний інститут, економічний факультет. Кандидат економічних наук.
- 1980 — захистив дисертацію в Академії наук України за спеціальністю «Розвиток і розміщення продуктивних сил України».
- Вільно володіє англійською мовою.

### Кар'єра
- 1973—1975 — Чорноморське морське пароплавство, програміст.
- 1975—1981 — Академія наук України, аспірант, молодший науковий співробітник.
- 1981—1983 — Київський інженерно-будівельний інститут, доцент.
- 1983—1988 — Завідувач економічним відділом Науково-дослідного інституту.
- 1988—1991 — генеральний директор спільного радянсько-люксембурзького підприємства «Євроділ».
- З 1991 року — президент Міжнародної корпорації «Гранд».
- З 2017 року — президент міжнародної корпорації «Edu Future 7W».

### Діяльність
Підприємницька діяльність в області бізнесу, освіти, брендингу, меценатства, видавництва, а також наукова діяльність і проведення майстер-класів та лекцій. Автор системи освіти 7W і освітніх кейс-технологій. Засновник першої в Україні приватної школи — ліцею «Гранд», конкурсу «Бренд року України». Видавець журналів «Олігарх» і «Гранд».
Двічі рекордсмен Книги рекордів Гіннеса (як власник найбільшої в світі колекції пірамід та найбільшої у світі печатки).

### Автор книг
- «Синерго» (збірка віршів, 1991)
- «Если хочешь быть Богатым и Счастливым не ходи в школу» (нон-фікшн, публіцистика, 1991)
- «Если ты достоин большего, нарушай правила.» (фікшн, художній роман, футуристика, 2005)
- «Если мир рушится, не зевай.» (фікшн, художній роман, 2005)
- «Двухходовки Спиваковского» (нон-фікшн, ділова книга про бізнес, 2006)
- «Комбинации в бизнесе» (нон-фікшн, ділова книга про бізнес, 2013)
- «Образовательный взрыв» (нон-фікшн, майбутнє освіти, 2-ге видання 2019)
- «Атлас идеальной системы образования» (атлас, 2019)

Видавець нового покоління довідників та підручників в Україні. Автор проекту «10x10x10» (стратегія росту економіки України). Один із спікерів Київського міжнародного економічного форуму.
Фіналіст міжнародних конкурсів «На кращу систему освіти» (США — 2016 (проект «XQ Super school project», який організувала вдова Стіва Джобса (засновника компанії Apple) Лорен Павелл Джобс), Гонконг — 2017, Фінляндія — 2017, Амбасадор від HundrED, Finland).
Виступав експертом з питань освіти у передачах «Школа доктора Комаровського», «Сніданок з 1+1», проекті «IDEALIST.media» та інших.

## Нагороди
- 1997, 1999, 2002, 2004 — грамота мера Києва за особистий внесок у створення матеріальних і духовних цінностей столиці України.
- Грамота Президента України за видатний внесок у розвиток економіки і культури країни.